# Turtmann-Unterems
Turtmann-Unterems (toponimo tedesco) è un comune svizzero di 1 108 abitanti del Canton Vallese, nel distretto di Leuk.

## Storia
È stato istituito il 1º gennaio 2013 con la fusione dei comuni soppressi di Turtmann e Unterems; capoluogo municipale è Turtmann.

## Geografia antropica

### Frazioni
- Turtmann[2]
  - Ried
  - Tännu
- Unterems[3]
  - Feldishaus
  - Prupräsu
  - Ze Schmidu

## Infrastrutture e trasporti

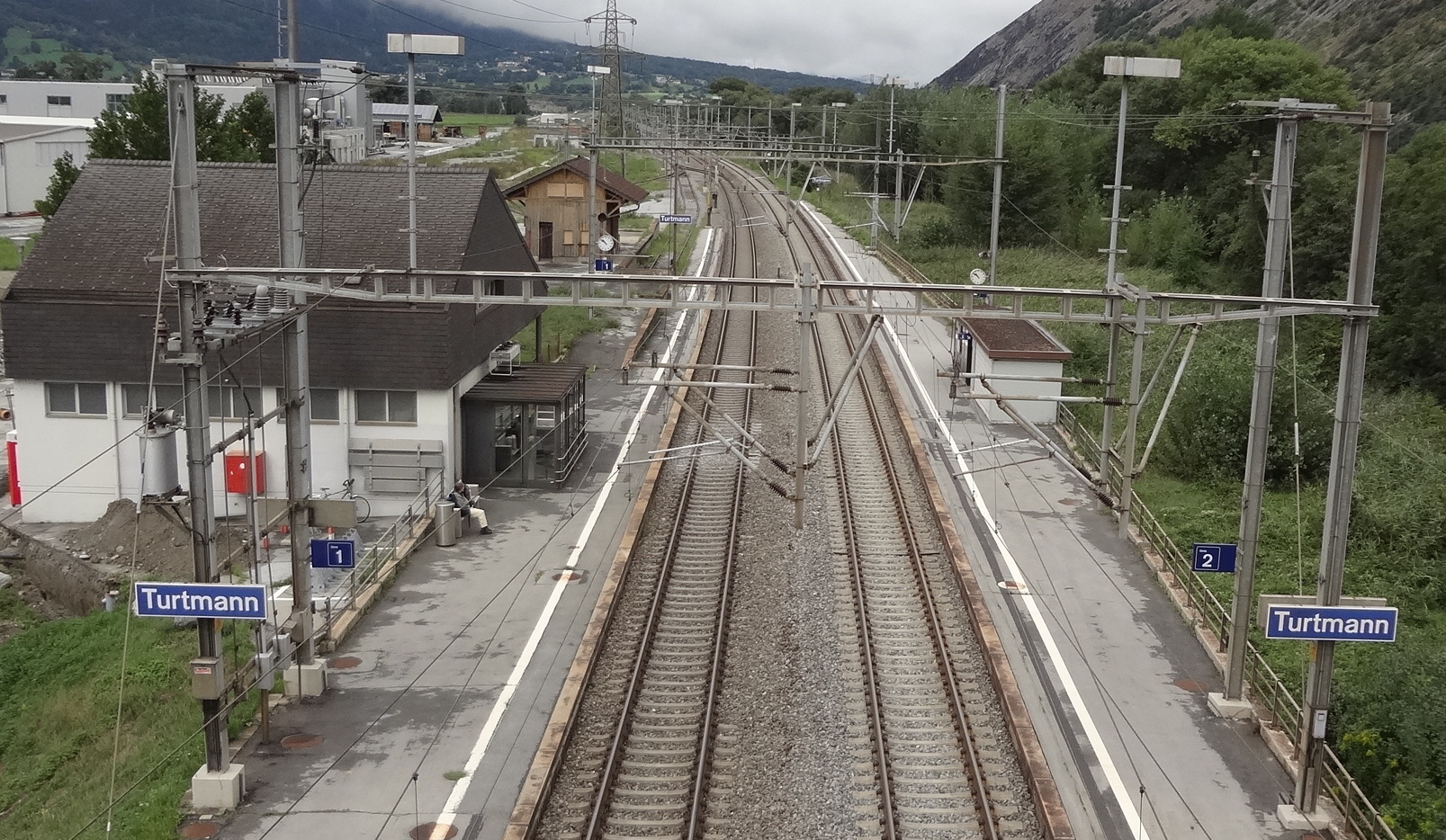
La stazione di Turtmann

Turtmann-Unterems è servito dalla stazione di Turtmann, sulla ferrovia Losanna-Briga.